# Habrotrocha parvipes
Habrotrocha parvipes är en hjuldjursart som beskrevs av Donner 1951. Habrotrocha parvipes ingår i släktet Habrotrocha och familjen Habrotrochidae. Inga underarter finns listade i Catalogue of Life.